# Mikhail Voronin
Mikhaïl Iakovlievitch Voronine (en russe : Михаил Яковлевич Воронин), né le 26 mars 1945 à Moscou et mort le 22 mai 2004, est un gymnaste soviétique.

## Palmarès

### Jeux olympiques
- Mexico 1968
  -  médaille d'or au saut de cheval
  -  médaille d'or à la barre fixe
  -  médaille d'argent par équipes
  -  médaille d'argent au concours général individuel
  -  médaille d'argent aux anneaux
  -  médaille d'argent aux barres parallèles
  -  médaille de bronze au cheval d'arçons
- Munich 1972
  -  médaille d'argent par équipes
  -  médaille d'argent aux anneaux

### Championnats du monde
- Dortmund 1966
  -  médaille d'or aux anneaux
  -  médaille d'or au concours général individuel
  -  médaille d'argent par équipes
  -  médaille d'argent au cheval d'arçons
  -  médaille d'argent aux barres parallèles
- Ljubljana 1970
  -  médaille d'argent par équipes
  -  médaille de bronze aux anneaux
  -  médaille d'argent aux barres parallèles

### Championnats d'Europe
- Tampere 1967
  -  médaille d'or au concours général individuel
  -  médaille d'or au cheval d'arçons
  -  médaille d'or aux anneaux
  -  médaille d'or aux barres parallèles
  -  médaille d'argent à la barre fixe
- Varsovie 1969
  -  médaille d'or au concours général individuel
  -  médaille d'or aux anneaux
  -  médaille d'or aux barres parallèles
  -  médaille d'argent au saut de cheval
  -  médaille de bronze au cheval d'arçons
- Madrid 1971
  -  médaille d'or aux anneaux
  -  médaille d'argent au concours général individuel
  -  médaille d'argent aux barres parallèles
  -  médaille d'argent à la barre fixe
  -  médaille de bronze au cheval d'arçons